# Seznam norveških inženirjev
Seznam norveških inženirjev.

## K
- Lars Monrad Krohn

## T
- Vebjørn Tandberg